# マチルダ・ハウエル
マチルダ・ハウエル（Matilda Howell、1859年8月28日 - 1939年12月20日）は、アメリカ合衆国の女子アーチェリー選手。オハイオ州出身。父親のトーマス・スコットも同じくアーチェリー選手である。
1904年にセントルイスオリンピックに出場し、出場3種目で金メダルを獲得した。このオリンピックには父親のトーマス・スコットも同じくアメリカ代表として出場している。